# Per-Erik Pettersson
Per-Erik Henry "Perka" Pettersson, född 13 april 1978, är en svensk handbollsspelare, mittnia.

## Karriär
Hösten 2002 bytte Pettersson klubb från Tibro HK till det svenska topplaget Drott. Per-Erik Pettersson spelade i elitserien för HK Drott 2002-2010. Drott vann SM-guldet 2002 och Pettersson spelade sedan i EHF Champions League säsongen 2002/2003.  Han missade möjligheten att ta SM-guld 2002, men han  fick en ny chans 2010 då Drott spelade SM-final mot Sävehof. Drott förlorade finalen efter förlängning så det blev bara ett SM-silver som merit för Pettersson. Drotts jubileumsbok ger siffrorna 201 matcher alla kategorier och 114 mål för Pettersson i Drott. Efter den aktiva karriären blev han tränare under några säsonger. Han var t tränare för HK Varberg i herrallsvenskan 2013-2015 och för HK Drott i division 2017-2018.

## Klubbar[2]
- Tibro HK (moderklubb till 2002[3])

- HK Drott (2002-2010)
- Varbergs HK (2013-2015[4], tränare)
- HK Drott (2017[5] -2018

## Meriter
- SM-silver med HK Drott 2010